# Répcelak
Répcelak est une ville du département de Vas, en Hongrie. Elle comptait 2 623 habitants au recensement de 2004.

## Jumelages
- Lehnice (Slovaquie)